# 関啓子
関 啓子（せき けいこ、1948年 - ）は、日本の教育学者、一橋大学名誉教授。

## 人物・経歴
千葉県松戸市生まれ。1971年、一橋大学社会学部教育思想史卒。1973年、同大学院社会学研究科修士課程修了。指導教官は鈴木秀勇。1976年同博士課程単位取得満期退学。1978年再入学。1981年博士課程単位取得満期退学。藤岡貞彦ゼミナール出身。
1976年より1978年まで一橋大学社会学部助手。1981年より同助教授、1990年に教授昇任。1994年『クループスカヤの思想史的研究』で一橋大学より博士（社会学）の学位を取得。審査員中内敏夫、藤岡貞彦、中村喜和。1997年、大学院重点化に伴い、大学院社会学研究科教授に配置換え。2002年日本教育政策学会理事。2005年日本教育政策学会報編集委員長。2012年一橋大学定年退職、名誉教授、特任教授。

## 著書
- 『全面発達と人間の解放 クループスカヤの初期教育思想の研究』明治図書出版、1985.10.
- 『クループスカヤの思想史的研究 ソヴェト教育学と民衆の生活世界』新読書社、1994.9.
- 『多民族社会を生きる 転換期ロシアの人間形成』新読書社、2002.4.
- 『アムールトラに魅せられて 極東の自然・環境・人間』東洋書店、ユーラシア・ブックレット、2009
- 『コーカサスと中央アジアの人間形成 発達文化の比較教育研究』明石書店、2012.8.
- 『トラ学のすすめ アムールトラが教える地球環境の危機』三冬社、2018.6.
- 『「関さんの森」の奇跡 市民が育む里山が地球を救う』新評論、2020.1.

### 共編著
- 『資料ロシアの教育・課題と展望』澤野由紀子共編. 新読書社、1996.4.
- 『ジェンダーから世界を読む』木本喜美子共編. 明石書店、1996.4.
- 『人間形成の全体史 比較発達社会史への道』中内敏夫、太田素子共編. 大月書店、1998.5.
- 『環境教育を学ぶ人のために』御代川貴久夫共著. 世界思想社、2009.1.
- 『ヨーロッパ近代教育の葛藤 地球社会の求める教育システムへ』太田美幸共編. 東信堂、2009.3.
- 『変わるロシアの教育』岩崎正吾共著 東洋書店、ユーラシア・ブックレット、2011

### 翻訳
- 『クルプスカヤ選集 8 婦人の解放と教育』石井郁子共訳 明治図書出版、1976.